# Dongeradeel
Dongeradeel est une ancienne commune néerlandaise située dans la province de Frise.

## Géographie
La commune s'étendait sur 266,94 km2 dans le nord-est de la province, le long de la mer des Wadden.

## Histoire

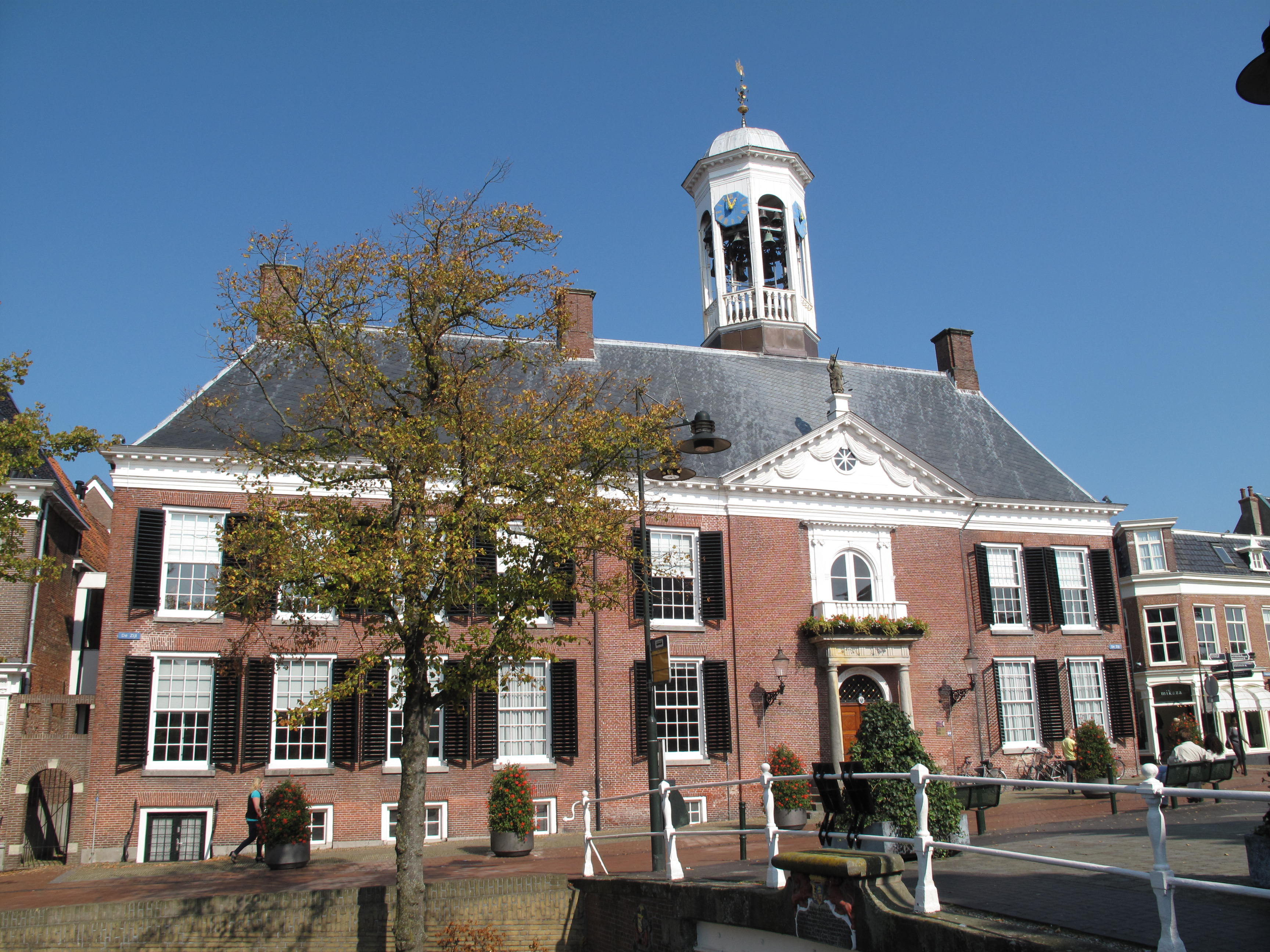
L'hôtel de ville de Dokkum.

La commune de Dongeradeel est créée en 1984, par la fusion des anciennes communes de Dokkum, Oostdongeradeel et Westdongeradeel. Le 1er janvier 2019, elle est supprimée et fusionnée avec Ferwerderadiel et Kollumerland en Nieuwkruisland pour former la commune de Noardeast-Fryslân.

## Localités
En plus de la ville de Dokkum, Dongeradeel regroupait 27 villages : Aalsum, Anjum, Bornwird, Brantgum, Ee, Engwierum, Foudgum, Hantum, Hantumeruitburen, Hantumhuizen, Hiaure, Holwerd, Jouswier, Lioessens, Metslawier, Moddergat, Morra, Nes, Niawier, Oosternijkerk, Oostmahorn, Oostrum, Paesens, Raard, Ternaard, Waaxens, Wetsens et Wierum. Les villages de Moddergat et de Paesens sont généralement considérés comme un seul village. La commune comprenait en outre quelques dizaines de hameaux.